# Щенсный, Мацей
Ма́цей Вавжи́нец Ще́нсный (пол. Maciej Wawrzyniec Szczęsny; 28 июня 1965, Варшава, Польша) — польский футболист, выступавший на позиции вратаря. Единственный игрок, становившийся чемпионом Польши в составе четырёх разных команд.

## Карьера

### Клубная
Начал карьеру в 1983 году варшавской «Гвардии», которая в то время играла во второй лиге. В 1987 году стал игроком «Легии», дебютировал в её составе 8 августа в гостевом матче против «Шлёнска». За «Легию» успешно выступал на протяжении 10 лет, сыграв за клуб 140 матчей и дважды став чемпионом страны. Помимо всего прочего, Щенсный выиграл за это время 3 Кубка Польши и два Суперкубка. Регулярно выступал в европейских клубных турнирах: в сезоне 1990/91 Щенсный помог дойти «Легии» до полуфинала Кубка кубков, а в сезоне 1995/96 — до четвертьфинала Лиги чемпионов. На протяжении всей карьеры в «Легии» Щенсный соперничал за место в составе с другим известным вратарём, также выступавшим за сборную Польши — Збигневом Робакевичем.
В 1996 году Мацей стал игроком «Видзева» из Лодзи, с которым вновь стал чемпионом страны. В 1998 году Щенсный ушёл в «Полонию», в составе которой выиграл чемпионат и Суперкубок сезона 1999/2000. Завершал карьеру в краковской «Висле», с которой выиграл чемпионат и Кубок Экстраклассы.

### В сборной
За польскую сборную играл в период с 1991 по 1996 год, провёл в её составе 7 матчей, в которых пропустил 7 мячей.

## Личная жизнь
В данный момент Щенсный работает комментатором на телевидении. 
У него есть два сына, которые пошли по стопам отца, также выбрав карьеру голкипера: Ян (род. 1987), рано завершивший карьеру и ставший тренером, и Войцех (род. 1990), известный по выступлениям за лондонский «Арсенал» (Лондон), «Ювентус», «Барселону» и сборную Польши.